# Ptyssoptera acrozyga
Ptyssoptera acrozyga is een vlinder uit de familie van de Palaephatidae. De wetenschappelijke naam van de soort is voor het eerst geldig gepubliceerd in 1893 door Edward Meyrick.